# Gourisina
Gourisina es un género de foraminífero bentónico de estatus incierto, aunque considerado perteneciente a la familia Robuloididae, de la superfamilia Robuloidoidea, del suborden Lagenina y del orden Lagenida. Su especie tipo es Gourisina broennimanni. Su rango cronoestratigráfico abarca el Pérmico.

## Clasificación
Gourisina incluye a las siguientes especies:
- Gourisina broennimanni †
- Gourisina rossica †